# Municipio de Saulston
El municipio de Saulston (en inglés: Saulston Township) es un municipio ubicado en el  condado de Wayne en el estado estadounidense de Carolina del Norte. En el año 2010 tenía una población de 7.676 habitantes.

## Geografía
El municipio de Saulston se encuentra ubicado en las coordenadas 35°25′56.58″N 77°50′45.93″O / 35.4323833, -77.8460917.